# Liwa
 (mars 2025).
Ne pas confondre avec l'oasis de Liwa.
Liwa, ou Al Liwa, est une ville côtière du Sultanat d'Oman située dans la région Al Batinah, au Nord du pays, entre Shinas et Sohar.
Elle compte 5339 habitants lors du recensement de 2010 et 18321 lors du recensement de 2020.

## Monuments et curiosités
- Forteresse Awla Ya'rab